# Мандарински фонетски симболи 2
Мандарински фонетски симболи 2 (кин: 國語注音符號第二式, скраћено енгл. MPS II), је систем латинизације раније кориштен у Републици Кини (Тајван). Створен је да замени сложени тонски-правопис Гвоји Ромадзи, и да постоји са популарним Вејд-Џајлс (латинизација) и бопомофо (није латинизација). Понекад се назива Гвоји Ромадзи 2.

## Историја
На основу ранијег и сложенијег система Гвоји Ромадзи, пробна верзија МФС 2 је објављена 10. маја 1984. од стране министарства образовања. Након две година разматрања од стране јавности, службена верзија је објављена 28. јануара 1986. Да би се Бопомофо разликовао од Мандаринских фонетских симбола 2 („Мандарински бопомофо симболи 2“), први бопомофо се званично зове „Мандарински фонетски симболи 1“ (кин: 國語注音符號第一式).
Упркос службеног статуса за готово два десетљећа све док није замењен тонгјонг пинјином 2002. МФС 2 постојао је само у неким публикација од владе (као што су путне брошуре и речници). Међутим, МФС 2 није био кориштен за службена латинизована имена Тајванских места. Никада није добио исти статус као Вејд-Џајлс. У већини заједница у иностранству, био је готово некориштен и невиђен.

## Облик
Тонске белешке Гвоји Ромадзиа су уклоњене, и слогови свих тонова су писани идентично (као у Гвоји Ромадзиховом првом тону). И четири дијакритика који представљају тонове су идентични бопомофоску.
- Латинизација сугласника је идентичан Гвоји Ромадзиховој.
- Користи r за оба:
  - ㄖ (пинјиново r), и
  - оно што је писано у пинјину као i после zh, ch, sh, r. (Ипак ова употреба r има тонски дијакритик и увијек је задњи.) Ово је идентично у Јејл латинизацији.
- Користи z за оба:
  - ㄗ (пинјиново z), и
  - оно што је писану у пинјину као i после z, c, s. (Ипак ова употреба z има тонски дијакритик и увијек је задњи.) Ово је нешто слично у Јејл латинизацији.
    - Слово z није писано после tz (тј. нема tzz), међутим. Tz слаже се са пинјиновим zi.
- Као у Гвоји Ромадзиху, -iou, -uen, и -uei су писани ван, не као пинјиново/Вејд-Џајлсово -iu, -un, и -ui.
- Гвоји Ромадзихово au и даље се држи (супротно од ao из пинјина, Вејд-Џајлса, и каснијег тонгјонг пинјина.)
- Гвоји Ромадзихово iu (пинјиново ü) је писано као -iu и yu (само).
- Гвоји Ромадзихово -ong је писано -ung (као у Вејд-Џајлсу).
- Гвоји Ромадзихово el је писано er (као у пинјину).
- Y- и w- су додани или смењивају i и u (тим редом) на начин сличан у Гвоји Ромадзиху и идентично пинјину.

Један примјер МФС 2: „國語注音符號第二式“ је писан као guó-yǔ jù-yīn fú-hàu dì-èr shr̀. Упореди са пинјином, који пише то guóyǔ zhùyīn fúhào dì'èr shì.
Размаци су општо употребљавани умјесто спојница, осим у личним именима, који употребљавају спојнице између интерпункције између слогова првог имена.